# Seismische vibrator

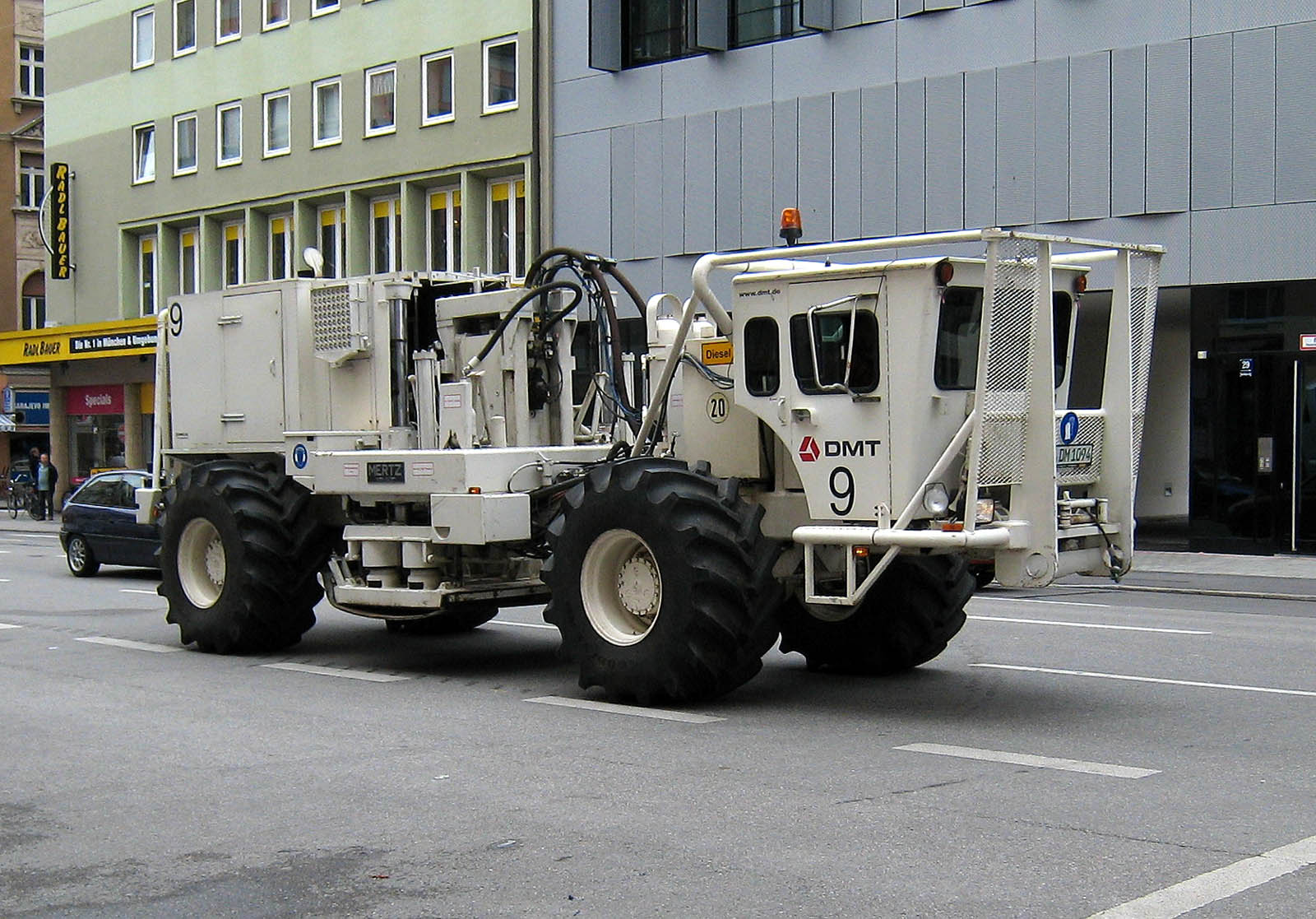
Seismische vibrator in Munchen, Duitsland

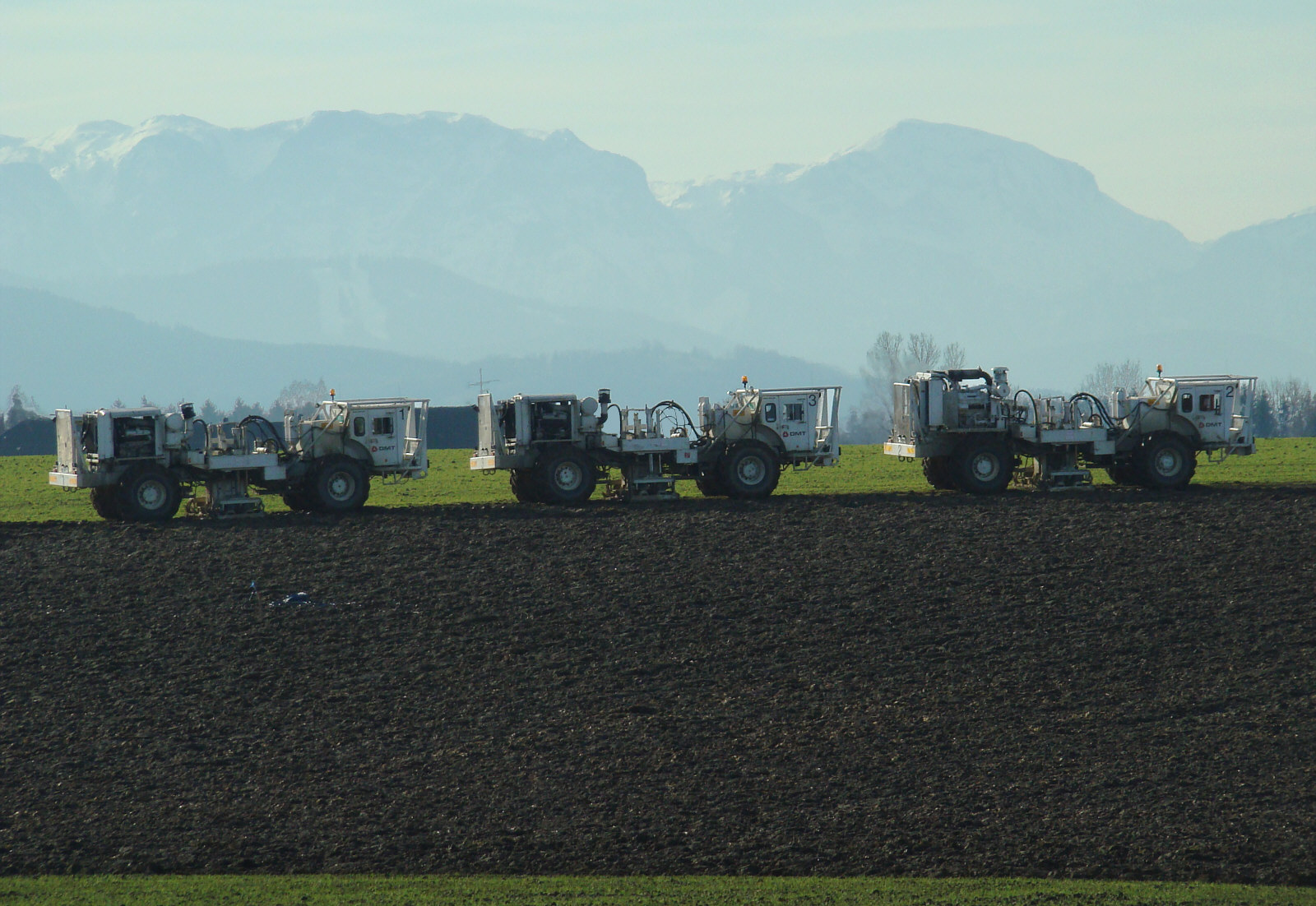
Seismische vibrators die een 3-dimensionaal beeld van de Oostenrijkse Alpen maken.

Een seismische vibrator (of vibroseis) is een apparaat dat op een vrachtwagen gemonteerd wordt om laagfrequente trillingen in de aarde te schieten.  Het is een van de vele mogelijke seismische bronnen die gebruikt worden in reflectieseismiek. Ongeveer de helft van alle seismische onderzoeken op het vasteland worden gedaan met een seismische vibrator.  Onder water gebruikt men meestal een andere technologie gebaseerd op grote luchtdrukpistolen. De trillingen die weerkaatst worden door het onderliggende gesteente worden opgevangen door een geofoon.
De grootste seismische vibratie-truck in de wereld, bekend als 'Nomad 90', weegt 41,5 ton.
1. ↑  https://www.sercel.com/news/Pages/Nomad-90-Neo.aspx#